# 킬러의 보디가드 2
《킬러의 보디가드 2》(영어: The Hitman's Wife's Bodyguard)는 2021년 공개된 미국과 영국의 액션 코미디 영화로, 2017년작 영화 《킬러의 보디가드》의 후속작이다. 전편을 연출했던 패트릭 휴스 감독이 본 영화도 연출하며, 라이언 레이놀즈, 새뮤얼 L. 잭슨, 살마 아예크, 리처드 E. 그랜트 등의 기존 출연진에 프랭크 그릴로, 안토니오 반데라스, 모건 프리먼이 새로 참여한다.

## 줄거리
과거 의뢰인 사망의 트라우마로 은퇴한 보디가드 마이클 브라이스는 휴가 중 킬러 다리우스 킨케이드의 아내 소냐에게 납치되어, 그녀의 남편 다리우스를 구출하는 데 협력하게 된다. 소냐는 다리우스와 아이를 갖고 싶어하지만 불임으로 어려움을 겪고 있다. 한편, 인터폴 요원 바비 오닐은 유럽 전력망을 파괴하려는 그리스 거물 아리스토텔레스 파파도풀로스의 사이버 테러 계획을 조사 중이다. 
다리우스는 마피아에게 납치되었다가 브라이스와 소냐 덕분에 구출되지만, 이 과정에서 오닐의 정보원을 죽이게 된다. 오닐은 테러 계획의 좌표가 담긴 하드 드라이브를 찾기 위해 브라이스, 다리우스, 소냐에게 파티에 잠입하여 정보를 구매하도록 강요한다. 이들은 간신히 정보를 얻지만, 브라이스의 과거 의뢰인 때문에 정체가 들통나 총격전 끝에 도망친다. 오닐의 상관은 이들을 수배하고, 아리스토텔레스는 소냐가 작전에 연루된 사실을 알게 된다.
이들은 아리스토텔레스가 정보 구매자임을 알게 되고 추격전 끝에 도망치지만, 브라이스는 이들의 행동에 질려 떠나려 한다. 하지만 마음을 바꿔 자신의 양아버지 브라이스 시니어에게 도움을 청하지만, 그는 아리스토텔레스의 경호 책임자였고 브라이스를 배신한다. 한편, 소냐는 과거 아리스토텔레스의 연인이었으며, 다리우스의 불임이 과거 작전 중 부상 때문임을 알게 된다. 다리우스는 소냐를 되찾으려 떠나고, 브라이스는 양아버지에게 버림받는다.
브라이스와 다리우스는 소냐의 도움으로 아리스토텔레스의 암살자들을 제거하고, 인터폴에 체포된다. 그러나 아리스토텔레스가 해저 데이터 접속 지점을 파괴하려 한다는 것을 알게 된 이들은 다시 풀려나 그를 막으려 한다. 브라이스는 양아버지를 죽이고, 다리우스와 소냐는 아리스토텔레스를 처치한다. 브라이스는 수동 조작으로 배를 파괴하고 테러를 막아낸다.
오닐은 브라이스에게 서류에 서명하도록 하는데, 이는 그의 보디가드 자격증이 아니라 소냐와 다리우스의 양자가 되는 입양 서류였다.

## 출연진
- 라이언 레이놀즈/이보르 바가리치(아역) - 마이클 브라이스 역
- 새뮤얼 L. 잭슨 - 다리우스 킨케이드 역
- 살마 아예크 - 소니아 킨케이드 역
- 안토니오 반데라스 - 아리스토텔레스 파파도풀로스 역
- 모건 프리먼 - 마이클 브라이스 시니어 역
- 프랭크 그릴로 - 보비 오닐 역
- 리처드 E. 그랜트 - 사이퍼트 역
- 톰 호퍼 - 마그누손 역
- 크리스토퍼 카미야스 - 젠토 역
- 캐럴라인 구돌 - 크롤리 역
- 앨리스 맥밀런 - 에일소 역
- 개브리엘라 라이트 - 베로니카 역
- 드라간 미차노비치 - 블라드 역
- 리베카 프런트 - 심리상담사 조앤 역
- 블레이크 릿슨 - 귄터 역
- 밀토스 예롤레무 - 카를로 역
- 브라이언 캐스피 - 월터 피셔 역
- 칠라 바라트바스타이치 - 마이클의 어머니 역
- 베니스 스미스 - 게리 역
- 조니 제임스 - 요한 역

## 한국판 성우진(KBS) (2022년 2월 1일)
- 김승준 - 마이클 브라이스(라이언 레이놀즈)
- 유해무 - 다리우스 킨케이드(새뮤얼 L. 잭슨)
- 정미숙 -  소니아 킨케이드(살마 아예크)
- 이호인 - 아리스토텔레스 파파도플로스(안토니오 반데라스)
- 설영범 - 마이클 브라이스 시니어(모건 프리먼)
- 홍진욱 - 바비 오닐(프랭크 그릴로)
- 양석정 - 마그누손(톰 호퍼) / 블라드미르(드라간 미카노비치)
- 장희문 - 젠토(크리스토퍼 카미야스)
- 남유정 - 크로울리(캐럴라인 구돌)
- 오수경 - 베로니카(개브리엘라 라이트) / 정신과 의사(리베카 프런트)
- 박주광 - 군터(블레이크 릿슨)
- 김소형 - 카를로(밀토스 예롤무) / 시상식 사회자(스튜어트 알렉산더)

### KBS판 스태프
- 번역 - 최성연
- 녹음 - 박상우
- 제작 편집 - 심은국
- CG - 권미정
- 콘텐츠 구매 - 한주영
- 연출 - 김웅종
- 기획 - KBS 한국방송
- 우리말제작 - KBS 미디어